# Nemeskisfalud, Somogy
Nemeskisfalud  este un sat în districtul Marcal, județul Somogy, Ungaria, având o populație de 132 de locuitori (2011). 

## Demografie
Componența etnică a satului Nemeskisfalud
     Maghiari (89,86%)
     Romi (10,14%)
Componența confesională a satului Nemeskisfalud
     Reformați (12,12%)
     Fără religie (3,03%)
     Necunoscută (84,85%)
Conform recensământului din 2011, satul Nemeskisfalud avea 132 de locuitori. Din punct de vedere etnic, majoritatea locuitorilor (89,86%) erau maghiari, cu o minoritate de romi (10,14%). Nu există o religie majoritară, locuitorii fiind reformați (12,12%) și persoane fără religie (3,03%). Pentru 84,85% din locuitori nu este cunoscută apartenența confesională.